# Cantone di Nogent-sur-Marne
Il Cantone di Nogent-sur-Marne è una divisione amministrativa dell'arrondissement di Nogent-sur-Marne.
A seguito della riforma complessiva dei cantoni del 2014 è stato ridisegnato.

## Composizione
Prima della riforma del 2014 comprendeva il solo comune di Nogent-sur-Marne. Dal 2015 comprende parte di Nogent-sur-Marne e il comune di Perreux-sur-Marne.